# Liste der Pfarreien des Klosters Polling
Insgesamt 20 Pfarreien waren im Laufe der Klostergeschichte dem Kloster Polling inkorporiert. Diese Pfarreien wurden durch Schenkung, Kauf oder Tausch vor allem im 15. Jahrhundert erworben. Die meisten lagen im Umkreis von 50 Kilometer (vor allem nördlich) vom Kloster Polling entfernt. Die meisten Pfarreien wurden vom Kloster aus excurrendo (d. h. direkt vom Kloster) seelsorgerisch betreut. Die weiter entfernten Pfarreien bekamen einen ortsansässigen Pfarrvikar.

## Liste der Pfarreien
Bis zur Säkularisation waren dies folgende Pfarreien:
Bistum Augsburg
- Deutenhausen, 1201

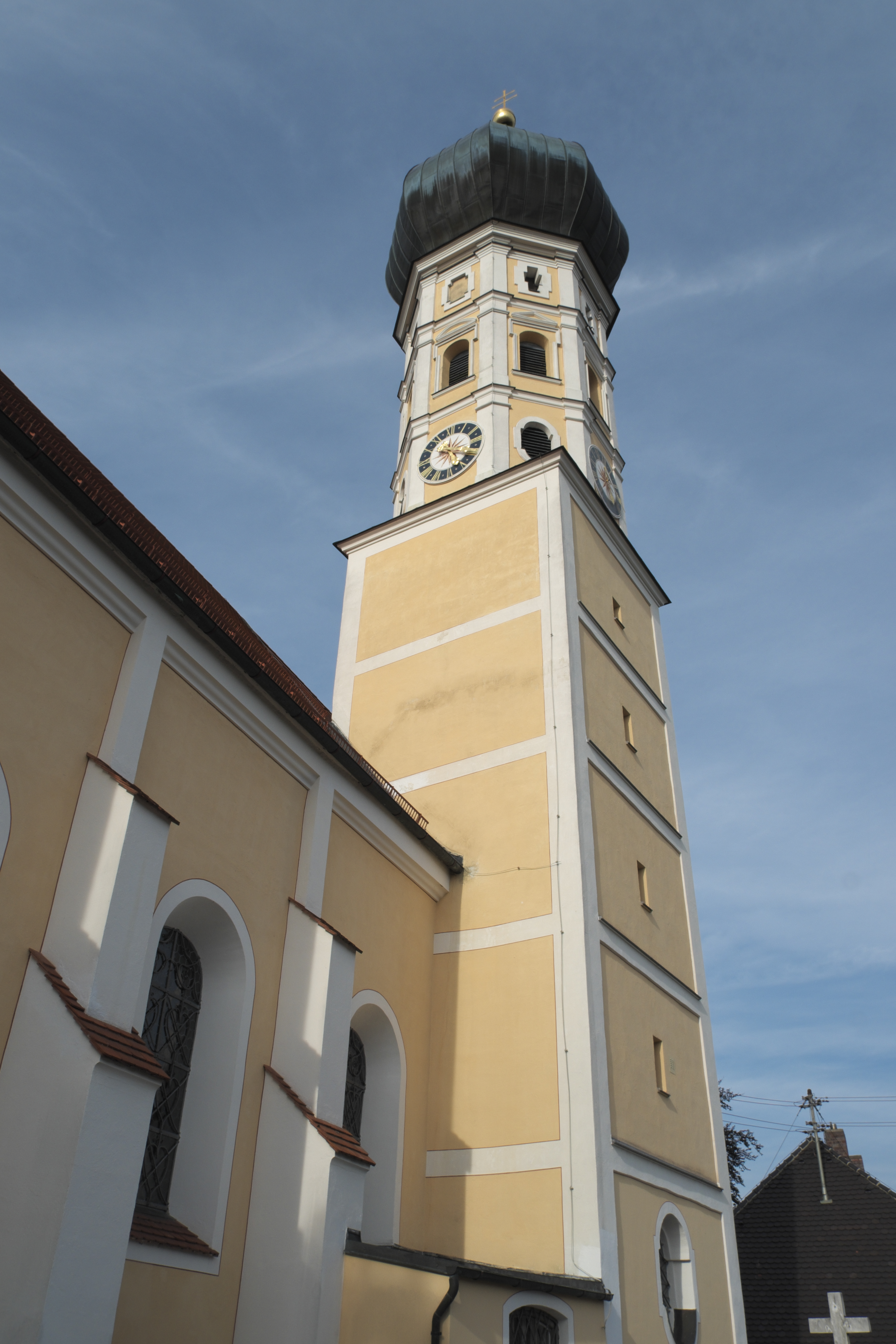
Pfarrkirche Mariä Himmelfahrt der Pfarrei Walleshausen

- Oberhausen, 1272 (im 15. Jahrhundert abgegeben)
- Apfeldorf, 1305
- St. Hippolyt in Weilheim in Oberbayern, 1317
- Erling, um 1360 (1469 vertauscht)
- Walleshausen, 1448
- Pöcking, 1470
- Eberfing, 1470
- Etting, 1470
- Polling, 1470
- Oderding, 1470
- Spatzenhausen, 1470
- Berg, 1470
- Aschering, 1471
- Perchting, 1471
- Marnbach, 1479
- Wilzhofen, 1479
- Peißenberg, 1565

Bistum Freising
- Heilig Kreuz in Forstenried, 1194

Bistum Brixen
- Leutasch, 1195

## Andere Klöster
Zum Vergleich sind hier andere Klöster des Bistums Augsburg angeführt mit der Anzahl ihrer inkorporierten Pfarreien:
- Kloster St. Mang in Füssen: 18
- Kloster Kaisheim: 16
- Kloster Sankt Ulrich und Afra in Augsburg: 15
- Kloster Ellwangen: 14